# Linia kolejowa 174 Brezno – Jesenské
Linia kolejowa 174 Brezno – Jesenské – linia kolejowa na Słowacji o długości 82 km, łącząca miejscowości Jesenské na południu przez Rymawską Sobotę i Tisovec z Breznem w dolinie Hronu na północy. Jest to linia jednotorowa, niezelektryfikowana, o przebiegu południkowym. Łączy dwie ważne linie biegnące równoleżnikowo: linię nr 172 Bańska Bystrzyca – Červená Skala na północy z linią nr 160 Zwoleń – Koszyce na południu.